# C'est votre vie !
 (décembre 2014).
Si vous disposez d'ouvrages ou d'articles de référence ou si vous connaissez des sites web de qualité traitant du thème abordé ici, merci de compléter l'article en donnant les références utiles à sa vérifiabilité et en les liant à la section « Notes et références ».
C’est votre vie ! (This is your life !) est une émission de variétés, présentée par Frédéric Mitterrand et diffusée du 18 septembre 1993 au 25 juin 1994 sur France 2. Puis depuis le 16 novembre 2013 et présentée par Stéphane Bern.
L'émission se base sur le format de sa version britannique, This Is Your Life (UK TV series) (en), bien que la version originale, This Is Your Life, soit américaine.
L'émission retrace la vie et la carrière d'une personnalité francophone (chanteur, humoriste, etc.).

## Origines
C’est votre vie ! est une émission adaptée du concept américain This Is Your Life, créé par Ralph Edwards. D'abord diffusée sur la radio NBC en 1948, elle devient télévisée à partir de 1952 jusqu'en 1962.
1993 – 1994
En France, l'émission a été diffusée du 18 septembre 1993 au 25 juin 1994.
À partir de 2013
En 2013, l'émission est de retour.

### 1resaisonde l'émission (2 numéros inédits)

#### Céline Dion
Le premier numéro de l'émission diffusé le 16 novembre 2013 est consacré à Céline Dion, à l'occasion de la sortie de son album Loved Me Back to Life.

##### Invités
- Ne-Yo
- Pascal Obispo
- Garou
- Emmanuel Moire
- Roch Voisine
- Vincent Niclo
- Véronique DiCaire
- Paul Anka
- Amel Bent
- Tony Carreira
- Natasha St-Pier

#### Muriel Robin
Le second numéro diffusé le 8 février 2014 est consacré à l'humoriste française Muriel Robin, à l'occasion de son nouveau spectacle Muriel Robin revient... Tsoin-Tsoin.

##### Invités
- Frédéric Mitterrand
- Philippe Bouvard
- Julien Clerc
- Line Renaud
- Guy Bedos
- Michel Legrand
- Maurane
- Pascal Obispo
- Al.Hy
- Philippe Caubère
- Mathilde Seigner
- Catherine Lara
- Thomas Boissy
- Catherine Blanchard
- Draconis
- Clara Guipont
- Natacha Kantz
- Roger Louret

### 2esaisonde l'émission (3 numéros inédits)

#### Mireille Mathieu
Le troisième numéro diffusé le 11 octobre 2014 est consacré à la chanteuse française et internationale Mireille Mathieu, à l'occasion de ses 50 ans de carrière mais aussi pour la sortie cette année-là de son triple best-of Une vie d'amour.

##### Invités
- Kendji Girac
- Ycare
- Vincent Niclo
- Julien Doré
- Les Prêtres
- Monseigneur Di Falco
- Les Chœurs de l'Armée Rouge
- Isabelle Boulay
- Sol3 Mio
- Francis Lai
- Les Stentors
- Les Petits Chanteurs à la croix de bois

#### Laurent Gerra
Le quatrième numéro diffusé le 1er novembre 2014 est consacré à l'imitateur français Laurent Gerra, à l'occasion de ses 25 ans de carrière.

##### Invités
- Bénabar
- Julien Clerc
- Patrick Bruel
- Vincent Niclo
- Isabelle Boulay
- Salvatore Adamo
- Serge Lama
- Jean d'Ormesson
- Michel Drucker
- Julien Clerc
- Chevallier et Laspales

#### Annie Cordy
Le cinquième numéro diffusé le 10 janvier 2015 est consacré à la chanteuse Annie Cordy, à l'occasion de ses 70 ans de carrière et de la sortie du film Les Souvenirs.

##### Invités
- Christophe Willem
- Patrick Sébastien
- Michel Blanc
- Chantal Lauby
- Jean-Paul Rouve
- Mathieu Spinosi
- Enrico Macias
- Amaury Vassili
- Michel Leeb
- Dany Brillant
- Marie-Paule Belle
- Chico & les Gypsies
- Christian Morin
- Charles Aznavour
- Michel Drucker
- Dave
- Vincent Niclo

##### Déroulement et action des invités
- Annie Cordy chante Envoyez la Musique
- Christophe Willem lui rend hommage en reprenant Nini la Chance
- Michel Drucker raconte ses débuts et parle de sa joie de vivre
- Amaury Vassili chante La Route fleurie
- Chico & les Gypsies reprennent Cho Ka Ka O
- Annie Cordy interprète La Bonne du curé
- Charles Aznavour parle des moments passés avec Annie
- Patrick Sébastien raconte sa rencontre avec Bourvil
- Annie Cordy chante Je veux, tiré d'un de ses derniers albums
- Vincent Niclo raconte sa rencontre avec Luis Mariano
- Marie-Paule Belle chante La Biaiseuse
- Dany Brillant chante Strangers in the Night avec Frank Sinatra
- Michel Leeb lui rend hommage et chante Hello Annie
- Annie Cordy chante Tata Yoyo
- Christian Morin raconte les comédies musicales d'Annie
- Dave raconte les plus beaux duos d'Annie
- Jean-Paul Rouve raconte la carrière d'Annie au cinéma
- Jean-Paul Rouve, Chantal Lauby, Michel Blanc et Mathieu Spinosi parlent des souvenirs avec Annie lors du tournage des Souvenirs.
- Annie Cordy chante Ça ira mieux demain

##### Artistes qui ont chanté leur chanson
- Dany Brillant chante Donne-Moi
- Christophe Willem chante L'été en hiver
- Amaury Vassili chante Laisse-moi t'aimer
- Chico & the Gypsies et Jessy Matador chantent Todos Olé

### 3esaisonde l'émission (2 numéros inédits)

#### France Gall
Le sixième numéro, diffusé le 26 septembre 2015, est consacré à France Gall pour la présentation de la comédie musicale Résiste.

##### Invités
- Calogero
- Alain Souchon
- Laurent Voulzy
- Louane
- Vincent Niclo
- Louis Chedid
- Matthieu Chedid
- Joseph Chedid
- Nach
- Selah Sue
- La troupe de Résiste

#### Patrick Sébastien
Le septième numéro, diffusé le 19 décembre 2015, est consacré à Patrick Sébastien pour la sortie de son nouvel album.

##### Invités
- Serge Lama
- Kendji Girac
- Annie Cordy
- Florent Pagny
- Anggun
- Collectif Métissé
- Jeff Panacloc
- Cyril Hanouna
- Lara Fabian
- Frédéric Mitterrand
- Shirley et Dino
- Sylvester Stallone

## Audiences
| No | Invité            | Diffusion                | Diffusion            | Audience        | Audience | Audience | Référence |
| No | Invité            | Date                     | Horaire              | Téléspectateurs | PdM      | Soirée   | Référence |
| -- | ----------------- | ------------------------ | -------------------- | --------------- | -------- | -------- | --------- |
| 1  | Céline Dion       | Samedi 16 novembre 2013  | de 20 h 50 à 23 h 10 | 4 064 000       | 18,2 %   | 2e       | [ 11 ]    |
| 2  | Muriel Robin      | Samedi 8 février 2014    | de 20 h 50 à 23 h 10 | 2 360 000       | 10,4 %   | 4e       | [ 12 ]    |
| 3  | Mireille Mathieu  | Samedi 11 octobre 2014   | de 20 h 50 à 23 h 10 | 3 507 000       | 16,4 %   | 2e       | [ 13 ]    |
| 4  | Laurent Gerra     | Samedi 1er novembre 2014 | de 20 h 50 à 23 h 10 | 4 265 000       | 19,5 %   | 2e       | [ 14 ]    |
| 5  | Annie Cordy       | Samedi 10 janvier 2015   | de 21 h 5 à 23 h 35  | 2 836 000       | 12,6 %   | 2e       | [ 15 ]    |
| 6  | France Gall       | Samedi 26 septembre 2015 | de 21 h 5 à 23 h 15  | 2 400 000       | 12,2 %   | 2e       | [ 16 ]    |
| 7  | Patrick Sébastien | Samedi 19 décembre 2015  | de 21 h 5 à 23 h 15  | 3 195 000       | 13,8 %   | 2e       | [ 17 ]    |

Légende